# Хайнрих II (Салм)
Вижте пояснителната страница за други личности с името Хайнрих II.
Хайнрих II фон Салм/Залм (на немски: Heinrich I von Salm; * ок. 1160; † 1200) от род Салм/Залм, странична линия на Вигерихидите, както и на Люксембургите, е граф на т. нар. графство Горен Салм във Вогезите в Елзас.

## Живот
Той е син на Хайнрих I фон Салм (ок. 1100 – 1165), (ок. 1100 – 1165/1170), граф в Йослинг в Люксембург, и съпругата му Клеменция фон Дагсбург († пр. 1169), вероятно дъщеря на граф Албрет I фон Дагсбург или на граф Хуго IX фон Дагсбург († сл. 1137). Внук е на граф Херман II фон Салм и Лангенщайн (1075 – 1136) и правнук на крал Херман от Салм († 1088).
През 1163 г. баща му Хайнрих I разделя графството. Хайнрих II получава териториите във Вогезите (т.нар. графство Горен Салм), а сестра му Елизабет и нейният съпруг граф Фридрих II († 1187) от Вианден получават териториите в Ардените (оттогава Долен Салм). От тогава се обособяват две графства Салм с различни линии. Той наследява бездетния си чичо Херман III, граф в територията Саверн в Елзас.
Той резидира в замък Салм при Ширмек (Вогези) близо до Страсбург.

## Фамилия
Хайнрих II фон Салм се жени за Юта (Юдит) от Горна Лотарингия († сл. 1186). Те имат пет деца:
- Хайнрих III († август 1246), убит в битка, граф на Салм от 1200 г., женен 1189 г. за Юта (Юдит) от Горна Лотарингия († сл. 1242), дъщеря на херцог Фери I от Горна Лотарингия
- Мориц, свещеник в Ронде, каноник в Нотър дам
- Фридрих Кристиан († 1246), господар на Бламон, женен пр. 1235 г. за Елизабет († 1235)
- Агнес († 1280), абатиса на Ремиремон
- Лорета († сл. 1189)